# Centralny Związek Galicyjskiego Przemysłu Fabrycznego
Centralny Związek Galicyjskiego Przemysłu Fabrycznego – galicyjska organizacja gospodarcza wspierająca rozwój przemysłu.
Został utworzony w 1903 na podstawie uchwały I Zjazdu Przemysłowego odbytego we wrześniu 1901. Do jego statutowych zadań należało wspieranie inicjatyw gospodarczych związanych z przemysłem. Reprezentował też swoich członków wobec władz autonomicznych a przede wszystkim wobec centralnych władz Przedlitawii, m.in. ministerstwa spraw wewnętrznych, kolejnictwa, rolnictwa i handlu. Związek miał pomagać swoim członkom także w zakresie organizowania pomocy prawnej. Istotnym było dążenie organizacji do podniesienia poziomu zbytu wyrobów zarówno w kraju, jak i poza krajem, badanie warunków poszczególnych gałęzi przemysłu. Popierał także zakładanie nowych lub rozszerzanie istniejących przedsiębiorstw fabrycznych. Jednym z jego ważnych aktywności  było organizowanie akcji zbiorowych na rzecz postulatów pojedynczych gałęzi lub całego przemysłu, zbieranie opinii we wszelkich kwestiach dotyczących przemysłu i handlu. W zakres działalności Centralnego Związku wchodziły sprawy handlowo-polityczne, takie jak: taryfa cłowa i traktaty handlowe, taryfy kolejowe, taryfy drogowe, sprawy dotyczące poczt, telegrafów i telefonów,administracyjno-prawne – szczególnie stosowanie ustawy przemysłowej, ubezpieczenie robotników od wypadków i na wypadek choroby, skarbowe –podatkowe, uwolnienie krajowych przedsiębiorstw fabrycznych od dodatków autonomicznych do podatków, sprawy dostaw publicznych i prywatnych, eksport krajowych wyrobów, sprawy pomocy kraju dla przemysłu, sprawy kredytu przemysłowego, a także statystyki przemysłowej.
Dla propagowania swoich celów Związek wydawał wspólnie z Związkiem Galicyjskich Kas Oszczędności, pod redakcją Jana Kazimierza Zielińskiego czasopismo ekonomiczne "Dobrobyt". Związek utrzymywał stały kontakt z towarzystwami takimi jak Krajowa Izba Handlowa i Przemysłowa, Krajowa Komisja do spraw Przemysłowych, Liga Pomocy Przemysłowej. Kontaktował się także z Centralnym Związkiem Przemysłowców Austriackich. Dochody Związku pochodziły z wpisowego i rocznych składek członków.
W latach 1904-1905 na czele Związku stał Wydział z prezesem Andrzejem Lubomirskim i dwoma wiceprezesami Janem Goetz-Okocimskim i Leopoldem Baczewskim. Ponadto w skład wydziału wchodzili: Artur Benis, Alfred Frenkel, Stanisław Gurgul, Henryk Kolischer, Bernard Liban, Adolf Lilien, Stanisław Rittel, Jan Jerzy Rucker, Wilhelm A. Schmidt, Jan Kanty Steczkowski, Władysław Stesłowicz, Edmund Zieleniewski. Pracami biura Związku jako dyrektor kierował  Roger Battaglia. Centralne biuro Związku mieściło się we Lwowie, a ekspozytury biura w Wiedniu i Krakowie.
Wśród członków Związku przeważali ziemianie, którzy inwestowali w rozwój przemysłu w swoich dobrach. Należeli do nich m.in.  dr Józef Kaden, właściciel dóbr Dobrków, Jan Mars, inżynier i właściciel dóbr w Sądowej Wiszni,  baron Julian Brunicki z Podhorców – właściciel fabryki impregnacji drewna, hr. Kazimierz Drohojowski z Bolanowic, Stanisław Homolasc, Stanisław Żeleński, Władysław Wimmer i spółka jako właściciele fabryki dachówek w Niepołomicach, hr. Olga i Szczęsny Koziebrodzcy z Hlibowa, hr. Karol Antoni Lanckoroński z Komarna, ks. Andrzej Lubomirski, ks. Eleonora Lubomirska, ks. Kazimierz Lubomirski z Krechowic, Maria Lubomirska i wspólnicy jako właściciele kopalni nafty, Kazimiera Matczyńska, hr. Leon Piliński z Grzymałowa, hr. Andrzej Potocki z Krzeszowic, hr. Emil i Oskar Potoccy z Buczacza, hr. Roman Potocki z Łańcuta, hr. Jakub Romaszkan z Horodenki, hr. Stefan Romer z Biezdziatki, Konstancja Sanguszkowa w imieniu małoletniego ks. Romana Sanguszki z Gumnisk k. Tarnowa, hr. Stanisław Siemieński z Pawłosiowa, hr. Aleksander Skarbek z Rudek, hr. Henryk Starzeński właściciel fabryki wyrobów cementowych w Hnizdyczowie, hr. Henryk Szeliski z Kozowej, Gustaw Szaszkiewicz z Rzemienia, hr. Zdzisław Tarnowski, baron Hugo Wattman z Sokala, hr. Władysław Zamoyski, hr Edward Mycielski i wspólnicy jako właściciele fabryki impregnacji drzewa, zarząd dóbr Ludwika Horodyskiego z Kolędzian, Zygmunt Mars jako właściciel browaru w Limanowej, hr. Stanisław Plater-Zyber z Moszkowa jako właściciel krochmalni.

## Literatura
- Walentyna Najdus-Smolar – „Szkice z historii Galicji 1900-1904”, KiW, Warszawa 1958
- Dariusz Piotr Kruk, Instytucjonalne formy wspierania rozwoju przemysłu Galicji w dobie autonomii, "Zeszyty Naukowe" – Uniwersytet Ekonomiczny w Krakowie, z. 6 (942), 2015, s. 93–105

## Źródła do historii Związku
- Statut Centralnego Związku Galicyjskiego Przemysłu Fabrycznego we Lwowie, Lwów 1904
- Sprawozdanie Centralnego Związku Galicyjskiego Przemysłu Fabrycznego we Lwowie z czynności i rachunków za pierwszy rok istnienia 1903/1904, Lwów 1905;
- Sprawozdanie Centralnego Związku Galicyjskiego Przemysłu Fabrycznego we Lwowie z czynności i rachunków za drugi rok istnienia 1904/ 1905, Lwów 1906;
- Sprawozdanie Centralnego Związku Galicyjskiego Przemysłu Fabrycznego we Lwowie z czynności i rachunków za 8 i 9 rok istnienia 1910/11 i 1911/12, Lwów 1912.